# 4530 Смолуховський
4530 Смолуховський (4530 Smoluchowski) — астероїд головного поясу, відкритий 1 березня 1984 року.
Тіссеранів параметр щодо Юпітера — 3,203.